# 張り子
張り子、あるいは張子（はりこ）とは、竹や木などで組んだ枠、または粘土で作った型に紙などを張りつけ、成形する造形技法のひとつ。中空になっており、外観と比較して軽いものが大半を占める。はりぼてとも。張り子の技術は2世紀に中国に始まり、アジアやヨーロッパに伝わったといわれる。日本には平安時代頃には中国から伝来しており、産室に犬筥（いぬばこ）が飾られたことが知られている。日本全土に分布し、郷土玩具などに用いられている。

## 張り子の技法を用いたもの

### 日用品
- 提灯

### 人形

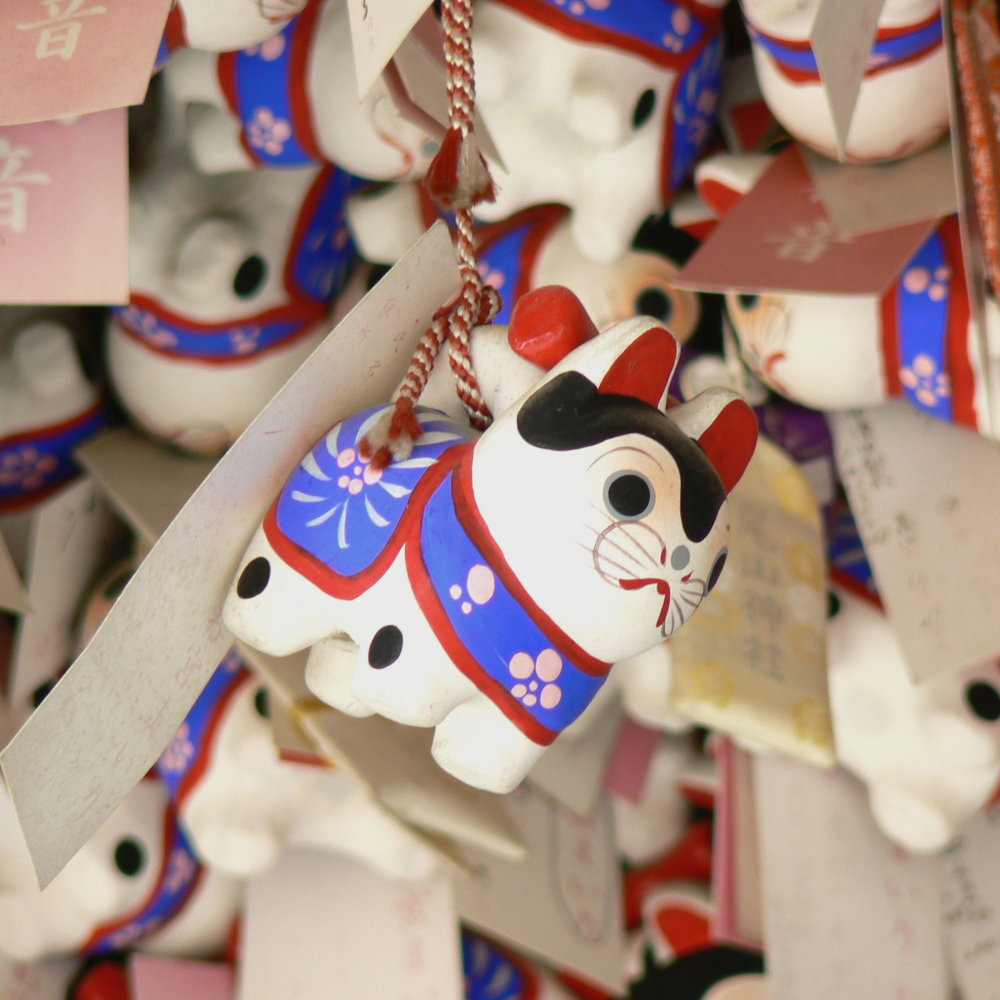
寺に奉納された犬張

- だるま
- 犬張子
江戸時代に成立した郷土玩具。犬は1回に複数頭の子供を生み、出産も他の動物に比べて軽いことなどから安産や子供の健康を祈願する守りとして用いられた。
- 起き上がりこぼし
- 赤べこ
- 黄鮒
- 虎
虎の形をしている以外は赤べことほぼ同じ。威勢ばかりで中身の伴わないことを指す「張子の虎」（中国語：紙糊老虎、英語：Paper tiger）ということわざの語源となっている。
- 三春張子人形
- ねぶた祭りの山車燈籠

### 仮面
- おかめ
- ひょっとこ
- きつねの面

## 張り子の製法
民芸品の張り子製品は、型に和紙を糊で貼り乾燥させて作った立体的な芯をつくり、この芯に胡粉に膠を加えた塗料を塗り重ね下地とし、さらに彩色を施す。
芯の作り方には2通りある。木や焼き物で作った凸型に和紙を貼り重ね、乾燥後に小刀などで切り裂き型を外し、切り口をつなぎ合わせる方法と、粘土で作った原型を石膏などで型取し分割して作った凹型に和紙を貼りこんで成形し乾燥後に型から抜き、つなぎ合わせる方法である。これを張抜と呼ぶ。
張子に用いられる紙は「混凝紙（こんくりがみ）」（「混凝」はコンクリートの意味）と呼ばれ、日本の伝統製法では「張子紙」という名で知られる和紙を用いるのが一般的である。

## 各国の張り子

### イタリア
イタリアのヴェネツィア（ベニス）で作られるカーニバルの仮装用マスクの伝統製法も張り子である。粘土で作った原型を石膏で型取した凹型に紙を貼り乾燥させ、下地として硬化速度の遅い石膏を使う。19世紀のローマ教皇のピウス7世のティアラがパピエ・マシェの工法で作られている。

### スペイン
スペインのバレンシアで火祭りに使用される人形「ニノット」は、かつて張り子の工法で作られていた。ヒガンテスとカベスドスはパピエ・マシェの工法で作られている。19世紀にはスペインのギター職人アントニオ・デ・トーレスが、胴体を紙で張り合わせた張り子にしたギターを製作している。

## 張り子作家

### 日本
- 荒井良
- 前田ビバリー